# Tadeja Vulc
Tadeja Vulc, slovenska skladateljica, zborovodkinja in predavateljica, * 1978
Uči kompozicijo in dirigiranje na Pedagoški fakulteti v Mariboru ter vodi Akademski pevski zbor Maribor.
Obiskovala je Konservatorij za glasbo in balet v Mariboru, Akademijo za glasbo v Ljubljani, smer kompozicija in Visoko šolo za glasbo na Dunaju.
Prve skladbe je začela zapisovati v času šolanja na Konservatoriju. Velik vpliv na skladateljico in njene prve zapise je imel Zequir Balata, profesor harmonije in kontrapunkta. Po lastnih besedah se je morala naučiti pisati glasbo s posluhom za omejitve človeškega glasu. Med njenimi naročniki so mladinski zbori, Otroški zbor RTV Slovenija, tolkalni projekt STOP, APZ Tone Tomšič in pihalni kvintet Slowind.

## Mladost
Pri štirih letih je izgubila očeta. Večji vpliv na začetke njenega glasbenega ustvarjanja je imel njen brat Rudi. Pri sedmih letih se je začela učiti igrati klavir na glasbeni šoli v Radljah ob Dravi.